# 海口塔
海口塔，位于中国广东省佛山市高明区荷城海口村，建于民国时期，2001年10月20日公布为高明市文物保护单位，2006年10月25日列入第四批佛山市文物保护单位。